# Athanàssios Fokàs
Athanàssios Spirídon Fokàs (grec: Αθανάσιος Σπυρίδων Φωκάς; Argostoli, 30 de juny de 1952) és un matemàtic grec conegut per al treball en el camp de les equacions diferencials parcials no lineals.

## Biografia
Fokàs va obtenir una llicenciatura en Aeronàutica de l'Imperial College el 1975 i un doctorat en matemàtiques aplicades de Caltech el 1979. La seva tesi, Invariants, Lie-Backlund Operators and Backlund Transformations, va ser escrita sota la direcció de Paco Lagerstrom. Posteriorment Fokàs va assistir a la Universitat de Miami Escola de Medicina, guanyant un MD el 1986.
Després de l'escola de medicina, Fokàs va ser nomenat Professor i President del Departament de Matemàtiques i Ciències de la Computació de la Universitat de Clarkson el 1986. A partir d'aquí, es va traslladar a l'Imperial College el 1996 per convertir-se en president de Matemàtiques Aplicades. Ha estat professor de Matemàtiques a la Universitat de Cambridge i catedràtic de Ciències Matemàtiques no lineal des de 2002. Va ser triat membre de l'Acadèmia d'Atenes al 2004 i professor de Clare Hall, Cambridge al 2005.
Fokàs va rebre el Premi Naylor de la Societat Matemàtica de Londres en el 2000.
Fokàs està casat amb Regina Fokàs i tenen tres fills: Alexander, Anastasia i Ioanna.

## Treball
En termes generals, el treball de Fokàs es concentra en la matemàtica aplicada i la física matemàtica. Ha examinat una gran classe d'equacions diferencials parcials, tant lineals com no lineals, i especialment inclosos problemes de valor de la frontera. Gran part del seu treball s'ha estès de manera natural a les àrees aplicades, com ara la mecànica de fluids, imatges mèdiques, i el plegament proteic. El conjunt de la seva obra ha estat publicada en més de 150 articles en revistes revisades per parells i és catalogat com a investigador altament esmentats en matemàtiques a l'Institut per a la Informació Científica en la base de dades de citacions.